# ورایزون فایوس
ورایزون فایوس (انگلیسی: Verizon Fios) شرکت رسانه‌ای آمریکایی است، که در سال ۲۰۰۵ تأسیس شد.